# Heterocucumis godeffroyi
Heterocucumis godeffroyi is een zeekomkommer uit de familie Cucumariidae.
De wetenschappelijke naam van de soort werd in 1867 gepubliceerd door Karl Semper.